# تايفون (فئة غواصات)
تايفون هي فئة غواصات ضمن مشروع 941 أو «أكولا» والتي تعني بالروسية «سمك القرش» وحسب (لقب تعريف الناتو: تايفون) من نوع غواصات الصواريخ الباليستية النووية قامت البحرية السوفيتية بإنشائها في ثمانينيات القرن العشرين، وهي تعتبر من أقوى غواصات الأسطول الروسي. توجد في تشكيلة الأسطول الروسي الحربية في الوقت الحاضر 3 غواصات نووية من هذا الصنف: «دميتري دونسكوي» التي تجري تجارب نظام «بولافا» الصاروخي من على متنها، بالإضافة إلى غواصتي أرخانجيلسك (TK-17) وسيفرستال (TK-20)، في مصنع «سيفماش» في انتظار التصليح والتطوير.
نصت إحدى معاهدات الحد من انتشار الأسلحة النووية التي وقعتها روسيا والولايات المتحدة الأمريكية في بداية تسعينيات القرن الماضي، على قيام روسيا بسحب ثلاث غواصات من نوع «تايفون» من الخدمة، وتم نزع المفاعلات النووية من هذه الغواصات التي تعمل بالطاقة النووية. وبصفة الإجمال صُنعت ست غواصات من هذا النوع في الاتحاد السوفيتي خلال الفترة من 1977 إلى 1989، وتظل ثلاث منها في الخدمة ضمن القوات البحرية الروسية.وتعتبر غواصة تايفون من أكبر الغواصات الموجودة في العالم، وتستطيع هذه الغواصة محو نصف الولايات المتحدة أو أوروبا كلها عن وجه الأرض في حال إطلاق جميع صواريخها. تقدر غواصة تايفون على حمل 20 صاروخا من طراز "R-39 Rif"، ويبلغ مدى هذا الصاروخ 8300 كيلومتر
وتستطيع غواصة القرش البقاء في البحر لمدة 120 يوما متواصلة. 